# Thalassia
Genre
Classification APG II (2003)
Thalassia est un genre d'herbes marines, plantes monocotylédones sous-marines de la famille des
Hydrocharitaceae.
Le nom générique Thalassia, du grec thalassa (« mer ») et du suffixe latin -ia (« relatif à »),
, désigne une plante marine.

## Caractéristiques générales
Ce sont des plantes marines herbacées, vivaces, appartenant à la famille des Hydrocharitaceae, dont les feuilles se caractérisent par un absence de ligule à leur base.

## Liste d'espèces
Selon ITIS et WORMS :
- Thalassia hemprichii (Ehrenb. ex Solms) Asch., 1871
- Thalassia testudinum Banks et Soland. ex Koenig, 1805

## Synonymie
- Thalassia hemprichii
  - Schizotheca hemprichii Ehrenb. ex Solms, 1832

- Thalassia testudinum
  - Thalassia vitrariorum Pers., 1807

## Distribution
Thalassia hemprichii est largement répandue sur les côtes orientales  d'Afrique, jusqu'à l'océan Indien ; les Îles Ryūkyū ; le Queensland (Australie) et l'est des États fédérés de Micronésie.

Elle est aussi très fréquente à Singapour.
Thalassia testudinum est largement répandue dans la partie ouest tropical de l'océan Atlantique, depuis le Venezuela jusqu'à cap Canaveral (Floride), ainsi qu'aux Bermudes.